# Loudetia togoensis
Espèce
Synonymes
- Arundinella togoensis (Pilg.) Roberty[1]
- Trichopteryx crinita Stapf[1]
- Trichopteryx figarii Chiov.[1]
- Trichopteryx togoensis Pilg.[1]

Loudetia togoensis est une espèce de plantes monocotylédones de la famille des Poaceae,  sous-famille des Panicoideae, originaire d'Afrique..

## Utilisation
Au Burkina Faso, les feuilles de Loudetia togoensis sont utilisées pour le paillage agricole, cela permet de réduire le ruissellement ainsi que l'évaporation. Il s'agit d'une technique qui consiste à étaler les feuilles sur les champs agricoles.